# Taufers im Münstertal
Taufers im Münstertal är en ort och kommun i provinsen Sydtyrolen i regionen Trentino-Sydtyrolen i Italien. Kommunen hade 969 invånare (2018).